# Lingua chickasaw
La lingua chickasaw (Chikashshanompa', IPA [tʃikaʃːanompaʔ]) è una lingua nativa americana della famiglia muskogeana.  È una lingua agglutinativa e appartiene alla tipologia delle lingue Soggetto Oggetto Verbo.  La lingua è imparentata, ma non identica, alla lingua choctaw.  È parlata dalla tribu Chickasaw, che attualmente vive nell'Oklahoma sud-orientale, nei pressi della città di Ada.